# Новий Загреб-Схід
Новий Загреб-Схід (хорв. Novi Zagreb-istok) — міська самоврядна одиниця Загреба, столиці Хорватії.

## Загальний огляд
Міський район (хорв. gradska četvrt) Новий Загреб-Схід засновано 14 грудня 1999 згідно зі Статутом міста Загреба відповідно до самоорганізації міста Загреба. Район створено шляхом реорганізації (поділу) тодішнього міського району Новий Загреб. Він має виборну раду та ділиться на самоврядні адміністративні одиниці — місцеві комітети.
За даними 2001 року, площа району становила 16,54 км² з населенням 65 301 особа. Середній вік жителів становив 40,7 років, а щільність населення 3 947 осіб/км². Район налічував 24 592 домогосподарств і 25 977 квартир. Під час хорватського перепису населення у 2011 році у районі Новий Загреб-Схід налічувалося 59 055 мешканців. Цікаво, що в 1961 році цю територію населяли лише 3500 жителів.
Район лежить у південній частині Загреба. Він включає і приміські селища Бузін та Велико-Полє. На південному сході межує з містом Велика Гориця і Загребським округом.
У районі розміщена найбільша казарма Міністерства оборони Хорватії «Кроація». У межах цього району, у житловому масиві Травно, міститься Мамутиця — найбільший житловий багатоквартирний будинок у Південно-Східній Європі. Мамутиця височить над іншими житловими багатоповерхівками, створюючи враження, нібито вона на пагорбі, хоча вся довколишня місцевість рівнинна.
На півночі Нового Загреба, прямо на південь від річки Сава, є озеро Бундек. Хоча первісно це був гравійний глибокий кар'єр, природа його відродила, і тепер це зона лісів, чагарників і ставків — перлина природи в центрі міста. У 2006 році озеро Бундек поспішно впорядкували: нині воно має пляж і багато можливостей для розваг.
Район обслуговує школа імені Густава Крклеца (1–8 класи).
Одна з вулиць району називається Українська.

## Мікрорайони Нового Загреба-Схід
- Дугаве (хорв. Dugave), куди можна дістатися автобусами № 109 (західна сторона Загреба) і № 220 (центр Загреба). Це найбільший мікрорайон у Новому Загребі.
- Хрелич (хорв. Hrelić)
- Якушевець (хорв. Jakuševec)
- Слобоштина (хорв. Sloboština), до якої  можна дістатися автобусами № 219.
- Сопот (хорв. Sopot) забудований багатоквартирними висотками. Трамвайні маршрути №№ 7 і 14 проходять уздовж його північної околиці, а трамваї маршруту № 6 мають тут свій поворотний пункт.
- Средище (хорв. Središće)
- Травно, куди можна добратися автобусами маршруту № 221.
- Утрина (хорв. Utrina) славиться одним із найбільших ринків Загреба. Хоча це і критий ринок, тут торгують з яток фруктами, овочами і квітами в традиціях відкритих базарів.
- Запрудже (хорв. Zapruđe)
- Бузин (хорв. Buzin)
- Велико Полє (хорв. Veliko Polje)

45°46′25.55″ пн. ш. 15°59′27.40″ сх. д. / 45.7737639° пн. ш. 15.9909444° сх. д.